# Metioche bolivari
Metioche bolivari (synoniem: Trigonidium bolivari) is een rechtvleugelig insect uit de familie krekels (Gryllidae). De wetenschappelijke naam van deze soort is voor het eerst geldig gepubliceerd in 1968 door Chopard. De soort is endemisch in de Seychellen.